# Perlfarn
Perlfarn (Onoclea sensibilis) ist die einzige Art der Pflanzengattung Onoclea innerhalb der Familie der Onocleaceae. Ihr disjunktes Areal umfasst das östliche Nordamerika und das östliche Asien.

## Beschreibung

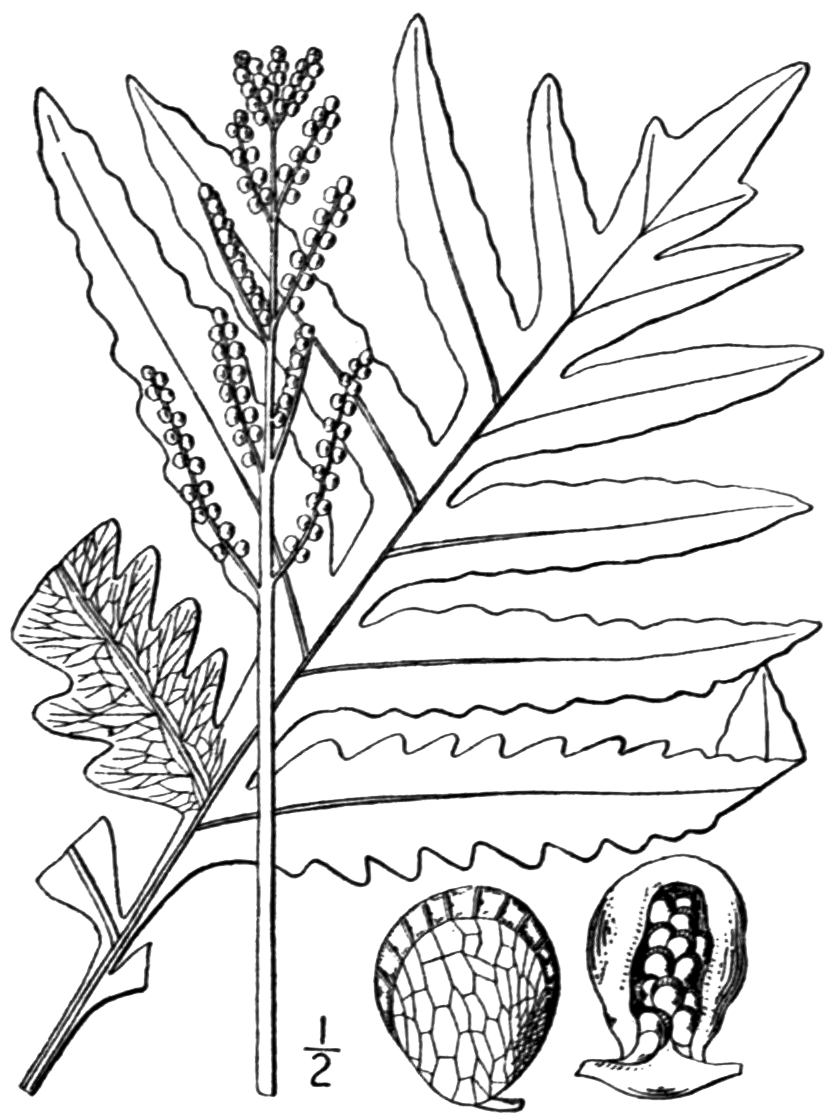
Illustration

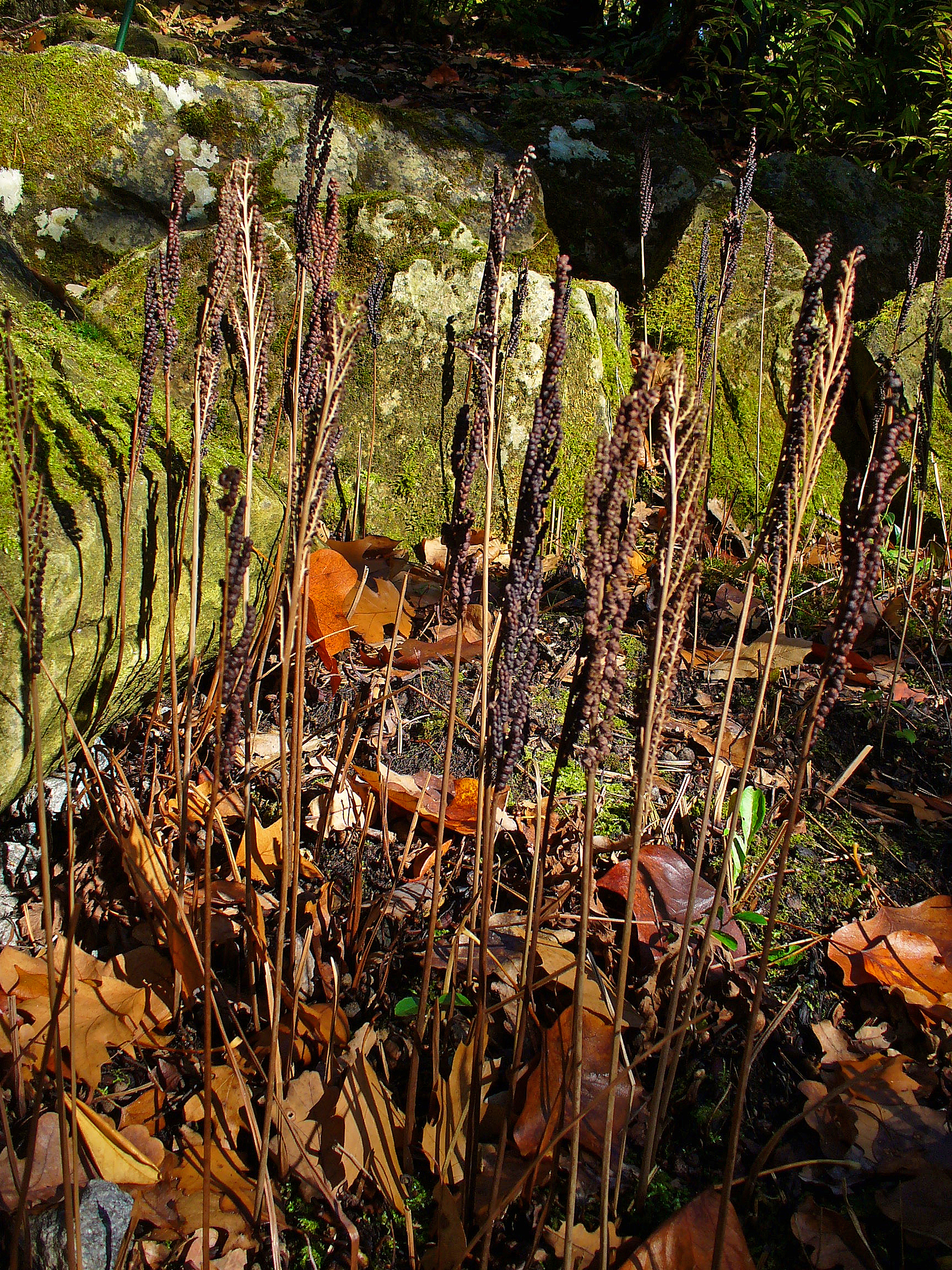
Fertile Wedel (ihr Aussehen führte zum Trivialnamen Perlfarn)

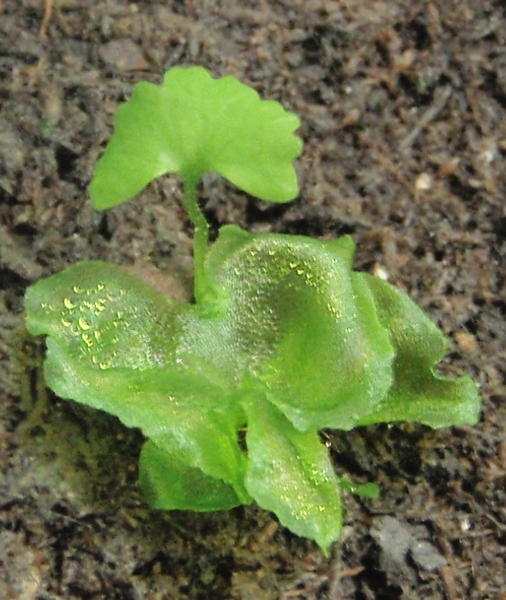
Gametophyt (Prothallium) von Onoclea sensibilis, dessen flacher Thallus befindet sich am Boden. Der Sporophyt beginnt darauf zu wachsen.

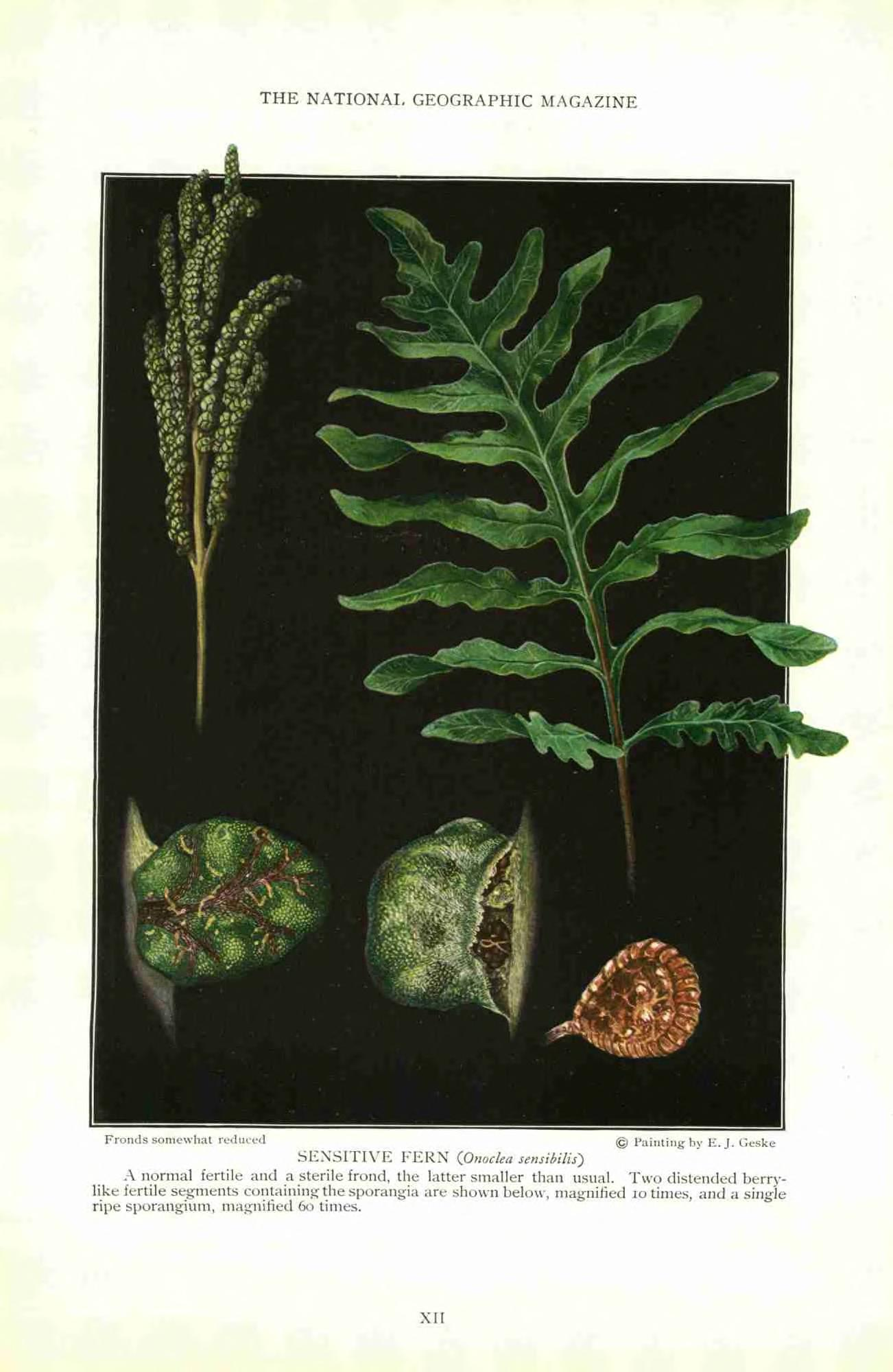
Illustration aus E. J. Geske: Marvels of Fern Life, 12

Onoclea sensibilis wächst als sommergrüne, ausdauernde krautige Pflanze und erreicht Wuchshöhen von 30 bis 90 Zentimetern. Als Speicher- und Überdauerungsorgan besitzt die Art ein lang kriechendes Rhizom.
Die weit überhängenden sterilen, gelb-grünen Wedel stehen einzeln oder zu wenigen zusammen und sind in Stiel und Spreite gegliedert. Die Stiele sind relativ lang. Ihre ledrige Spreite ist fiederschnittig mit netzig verbundenen Nerven, am Grund jedoch häufig gefiedert. Die Fiederabschnitte weisen eine dreieckige Form auf. Die aufrecht stehenden fruchtbaren Wedel sind kürzer als die sterilen Wedel. Ihre Spreite ist zweifach gefiedert, wobei die Fiederchen sich kugelig um die Sori einrollen. Die Sporen sind grünlich.

### Chromosomensatz
Die Chromosomengrundzahl beträgt x = 37; es liegt Diploidie mit einer Chromosomenzahl von 2n = 74 vor.

## Ökologie
Die Ausbreitung erfolgt über Sporen und das Rhizom.

## Vorkommen
Das natürliche Verbreitungsgebiet von Onoclea sensibilis ist das östliche Nordamerika und das östliche Asien. In Deutschland finden sich einige neophytische Vorkommen in Berlin, Braunschweig, im westlichen Ruhrgebiet und in Mecklenburg-Vorpommern die aus Verwilderungen stammen.
In Nordamerika gedeiht Onoclea sensibilis in Höhenlagen von 0 bis 1500 Metern in offen Sümpfen, Marschland, im Dickicht, im Niederwald, an sonnigen bis schattigen Standorten und bildet oft dichte Bestände. Onoclea sensibilis gedeiht in Mitteleuropa am besten in feuchten Wäldern und an Grabenrändern. In der Nähe von Bächen, in feuchten Wiesen und um Quellen ist der Perlfarn ebenfalls anzutreffen.
Obwohl Onoclea sensibilis zur Winterhärtezone = USDA-Klimazone 2 zählt, ist sie spätfrost-empfindlich.

## Systematik
Die Erstveröffentlichung von Onoclea sensibilis erfolgte 1753 durch Carl von Linné in Species Plantarum, Tomus II, Seite 1062. Das Artepitheton sensibilis bezieht sich auf die ausgeprägte Frostempfindlichkeit der sterilen Wedel.
Onoclea sensibilis ist die einzige Art der Pflanzengattung Onoclea L. innerhalb der Familie der Onocleaceae. Der Gattungsname Onoclea setzt sich aus den altgriechischen Wörtern onos für „Gefäß“ und kleiein für „schließen“ zusammen.

## Verwendung
Der Perlfarn wird gelegentlich als Zierpflanze in Gehölzgruppen und feuchten Wiesen verwendet. Er ist seit etwa 1799 in Kultur. Der Neuaustrieb gilt allgemein als attraktiv. Bekannt ist die Sorte Rotstieliger Perlfarn, die sich durch rote Blattstiele auszeichnet.